# Hellish War
Hellish War (с англ. — «Адская война») — бразильская метал группа из Сан-Паулу. Эта группа хорошо сочетает треш-метал с мощным спид-металом. Группа популярна в Бразилии и некоторых европейских странах.

## История
Группа была сформирована в 1995 году гитаристом Вулкано, который с 1986 года активно работал в местных группах в регионе Кампинас. Первоначально его идея заключалась в создании «power-trio». Ударник Джейр Коста и басист и вокалист Маркос присоединились к группе и так Hellish War спели свои первые концерты. В следующем году они записали первую демо-кассету The Sign. эта работа была высоко оценена критиками в Бразилии. Было впечатляюще, как группа, сформировавшаяся во время движения гранжа, могла быть настолько аутентичной и в то же время верной более классическому формату музыкального стиля, который постоянно меняется. Заглавная песня, The Sign, вскоре стала гимном бразильского метала того времени. В 1997 году произошли первые изменения в составе. Вышел вокалист/басист Маркос, и группа оказалась квинтетом. Роджер Хаммер стал вокалистом, Габриэл Гостаутас стал играть на бас-гитаре, а Даниэл Джоб — на второй гитаре. С этим составом Hellish War набрала дополнительную силу, что можно было почувствовать на их новых шоу, которые стали все более яркими. Своеобразный стиль гитары Вулкано теперь получил дополнительную силу благодаря технике Даниэля Джоба. Роджер Хаммер также дал силу группы в вокале, которая все больше и больше впечатляла.
Коллектив произвел впечатление на руководителей лейбла Megahard Records, которые в то время выделялись как один из главных лейблов, специализирующихся на метале в то время. С подписанным контрактом они могли затем войти в студию, чтобы записать свой первый альбом.
Работа, получившая название Defender of Metal, была выпущена в 2001 году. Альбом был хорошо принят публикой. За рубежом они также получили известность в таких странах, как Португалия, Германия и Япония, которые были впечатлены Hellish War и её стилем, столь своеобразным и пуристским в создании хэви-метала. Позже Джейр Коста был заменен барабанщиком Daniel Person, а JR заменил Габриэля Гостютаса на басу. Группа стала еще более сильной и технической. К этому времени группа по-прежнему сталкивается с некоторыми проблемами со своим лейблом, что мешает и задерживает дату выхода второго альбома.
Наконец, в 2008 году выходит альбом Heroes of Tomorrow, который включал 10 песен. Группа снова погружается в аутрич-тур. Тур в продвижение Heroes of Tomorrow также стал первым европейским туром группы, который состоялся в сентябре 2009 года, включая в себя выступления в  Бельгии, Швейцарии, Германии и Голландии. В Бразилии группа выступает рядом с двумя легендарными именами хеви-метала: Тимом Оуэнсом и Grave Digger.
В начале 2011 года группа объявила, что название их нового альбома будет Keep It Hellish! Он вышел в 2013 году.
Следующий альбом группы, Wine of Gods, вышел в 2019 году.

## Дискография
- Defender of Metal — 2001
- Heroes of Tomorrow — 2008
- Live In Germany — 2010 (LIVE)
- Keep It Hellish — 2013
- Wine of Gods - 2019